# Al Majdoul Tower
Al Majdoul Tower (en árabe: برج مجدول) es un rascacielos de 244 metros y 54 pisos en Riad, Arabia Saudita. Es el octavo edificio retorcido más alto del mundo. Fue construido entre el 2012 y 2019, con un coste aproximado de 106,6 millones de dólores estadounidenses.